# Dracea
Dracea est une commune du județ de Teleorman en Roumanie.